# Mazagão (Amapá)
Mazagão es un municipio en el estado brasileño de Amapá con una población estimada de 24.030 en 2010.